# Vasile Pascu (pictor)
Vasile Pascu (n. 27 ianuarie 1910, Corni, Județul Tecuci – d. 30 decembrie 1978) a fost un pictor român. El a pictat circa 107 biserici.

## Biografie
Vasile Pascu s-a născut în 1910, în cătunul Giurgeni, comuna Corni, în județul interbelic Tecuci (azi comuna Tătărăști, Bacău). Părinții săi au fost Mihai și Maria Pascu,erau oameni modesti,tarani cu frica lui Dumnezeu.
Dragostea pentru Dumnezeu si credinta,pe care le-a avut tot restul vietii ii este de mic insuflata,atat de catre parinti,prin conduita lor crestina,cat si de catre bunicul sau."Batranule ,de ce te rogi asa de tare?Pentru ca si voi sa invatati rugaciunile si tot asa sa va rugati si voi"
Scoala primara a urmat-o in prima clasa la Tatarasti-drum destul de lung si greu mai alkes iarna,avand in vedere ca mergea pe jos vreo 3km.In Jurnalul sau descrie cu umor toate pataniile acelei perioade,nazdravaniile pe care le facea atat la scoala,cat si pe drumul spre scoala.In tot acest timp,desi era copil,participa pe timpul vacantelor,alaturi de parinti si la muncile campului.Incepand cu clasa a 2-a merge la scoala din Dragesti unde invatator era domnul Enache Gheorghe Focsa,cel pentru care a pastrat un imens respect si care la randu-i l-a indragit foarte mult,remarcandu-l si incurajandu-i istetimea si calitatile deosebite pe care Vasile le-a avut de mic.Incheie toate clasele cu note foarte bune,iar la examenul final,la care participa mai multe scoli din toata regiunea,este singurul care absolva cu media 10,facand astfel cinste scolii din Dragesti si invatatorului Focsa.
În anul 1927 este admis la Școala de Belle-Arte din Iași (azi Universitatea Națională de Arte „George Enescu”), concurand cu inca 347 de candidati pentru 75 de locuri,este admis al 13-lea. In 1931 Scoala de Belle Arte este ridicata de catre Nicolae Iorga,printr-un decret,la rangul de Academie.Va fi coleg cu Costache Agafiței, Ștefan Eugen Boușcă, Mihai Cămăruț, Petre Hârtopeanu, Vasile Hudici, Coriolan Munteanu, Adrian Secoșanu, Ioan Țolea. Îl va avea ca profesor de pictură, în anul V de facultate, pe Octav Băncilă. Un an mai târziu, în 1944, Octav Bancilă va muri. Intrerupe pentru 2 ani facultatea pentru a-si satisface sagiul militar la Regimentul 28 infanterie de la Ismail,batalionul II,compania 8-a mitraliera.Aici este ajutat de catre generalul de divizie Atanasiu care intelege si incurajeaza spiritul artistic al tanarului Pascu.In aceasta perioada face multe schite,acuarele si picturi in tempera.Cat a urmat studiile la Belle Arte,1927-1934 ,tanarul Vasile Pascu a avut onoarea sa-i aiba profesori de desen antic pe Jean Cosmovici, la arte decorative pe pictorul Costin, la sculptura pa Ion Mateescu, fratele vitreg a lui George Toparceanu,la istoria artelor pe Alex. Naum ,la perspectiva pe A.D .Atanasiu,la anatomie pe dr. Zamfirescu de la Facultatea de Medicina si mai tarziu pe Octav Bancila.In anul V ,in 1934 ,Vasile Pascu se specializeaza in pictura si este admis la clasa pictorului Octav Bancila care l-a apreciat foarte mult pentru talentul si seriozitatea sa.In luna iulie 1934 absolva Academia de Belle Arte cu mentiune si medalie.
In 1934 merge cu Andrei Raicu din Tatarasti sa picteze catapeteasma de la Zapodeni,Vaslui.receptia lucrarii a facut-o Octav Bancila,alaturi de mitropolitul Pimen Georgescu ,vicarul de atunci Nonea si Partenie Ciopron,episcopul de mai tarziu al Romanului si Husilor (1962-1978).
In octombrie 1934 pleaca la TG. Frumos  sa predea la gimnaziul de acolo iar mai tarziu este numit profesor de desen si caligrafie la Scoala Normala de baieti Stefan cel Mare din Vaslui si la Scoala omerciala Elementara.
Anul 1935 poate fi numit anul de debut in pictura bisericeasca.Pentru prima data  se urca pe schele la Biserica Manastirii Precista (Maica Domnului) din Vaslui alaturi de pictorul Sebastian Constantinescu din Arges.
In perioada 1937 - 1940 picteaza alaturi de Sebastian Constantinescu Biserica din Lipovat ,face desenele pentru toata compozitia ,in stil renascentist ,pentru Schitul Vividenia ,Husi, iar in 1939 Biserica SF. Dumitru din Barla.

În anul 1940 se prezintă la examenul de admitere, la Academia de Belle-Arte din București, pentru a studia pictură bisericească.
Vasile Pascu a fost printre altele profesor la Liceul de Băieți din Huși..
Moare în anul 1978.

## Lucrări (selecție)
- 1961: Mănăstirea Nicula, sat Nicula, Cluj
- 1962: Biserica „Sfântul Nicolae-Copou”, cartier Copou, Iași
- 1963-1965: Biserica „Sfântul Spiridon”, Galați
- 1969: Biserica de lemn din Poiana Stampei, sat Poiana Stampei, Suceava
- 1975: Biserica din Sodomeni, localitatea Sodomeni, Pașcani
- 1978: Biserica Domnească, Ploiești
- Biserica „Sf. Gheorghe” din Sadova, Suceava[3]